# Tilly Losch
Tilly Losch, pseudonimo di Ottilie Ethel Losch (Vienna, 15 novembre 1903 – New York, 24 dicembre 1975), è stata una ballerina, coreografa, attrice e pittrice austriaca che visse in gran parte negli Stati Uniti e nel Regno Unito.

## Biografia
Studiò danza alla Scuola del Wiener Staatsoper entrando nel corpo di ballo nel 1918 e diventando prima ballerina tre anni dopo. Nel 1926 al Festival di Salisburgo fu Kokette in Don Juan di Christoph Willibald von Gluck e Schäferin in Les Petits Riens, un balletto pantomima ritenuto a lungo perduto di Jean-Georges Noverre con musiche di Wolfgang Amadeus Mozart, sotto la direzione di Franz Schalk.
Sotto contratto con l'Opera di Vienna, Tilly Losch fu costretta a dimettersi nel 1927 per poter accettare un invito a esibirsi negli Stati Uniti con la compagnia di Max Reinhardt. Quest'ultimo aveva una tale fede nelle capacità artistiche di Losch che le chiese di coreografare diversi balli, anche se lei non si era mai cimentata nella coreografia. In novembre fu First Fairy in Sogno di una notte di mezza estate prodotto a Broadway dallo stesso Reinhardt.
Nel 1929 fu nel cast di Wake Up and Dream di Cole Porter con Jack Buchanan cantando a Broadway il brano What Is This Thing Called Love?, un musical che arrivò a 136 recite e del quale lei curò anche le coreografie insieme a Jack Buchanan e a Max Rivers. Nel 1931 ballò alla prima assoluta di The Band Wagon di Arthur Schwartz con Fred Astaire, Adele Astaire e Frank Morgan al New Amsterdam Theatre, un musical che arrivò a 260 recite.
Nel 1930 aveva sposato il milionario e mecenate inglese Edward James, da cui divorziò nel 1934. Cinque anni dopo sposò Henry Herbert, VI conte di Carnarvon dal quale divorziò nel 1947. Morì nel 1975 e fu sepolta nel parco dello Schloss Leopoldskron di Salisburgo.

## Filmografia
Nel cinema nel 1936 è Irene ne Il giardino di Allah di Richard Boleslawski con Marlene Dietrich e Charles Boyer  e una ballerina nel film Limelight di Herbert Wilcox, nel 1937 è Lotus ne La buona terra di Sidney Franklin, nel 1946 la signora Chavez in Duello al sole di King Vidor con Gregory Peck e cura le coreografie di Scheherazade di Walter Reisch.

## Spettacoli
- A Midsummer Night's Dream, Broadway, Century Theatre (dicembre 1927)
- Jederman, Broadway, Century Theatre (dicembre 1927)
- Danton's Tod, Broadway, Century Theatre (dicembre 1927)
- Wake Up and Dream, Broadway, Selwyn Theatre (dicembre 1929 - aprile 1930)
- The Band Wagon, Broadway, New Amsterdam Theatre (giugno 1931 - gennaio 1932)
- Topaze, Broadway, Morosco Theatre (dicembre 1947)

### Coreografa
- This Year of Grace, Broadway, Selwyn Theatre (novembre 1928 - marzo 1929)
- Wake Up and Dream, Broadway, Selwyn Theatre (dicembre 1929 - aprile 1930)
- The Gang's All Here, Broadway, Imperial Theatre (febbraio-marzo 1931) Balletto messo in scena da Tilly Losch

## Doppiatrici italiane
- Vittoria Febbi nel La buona terra

## Galleria d'immagini

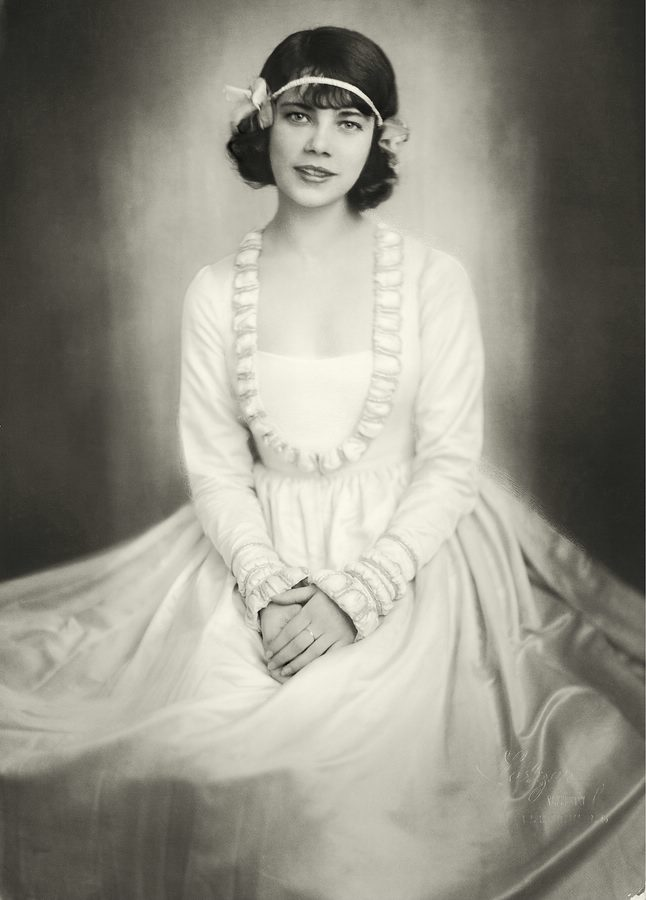
Losch in un abito della Wiener Werkstätte - Foto di Franz Xaver Setzer
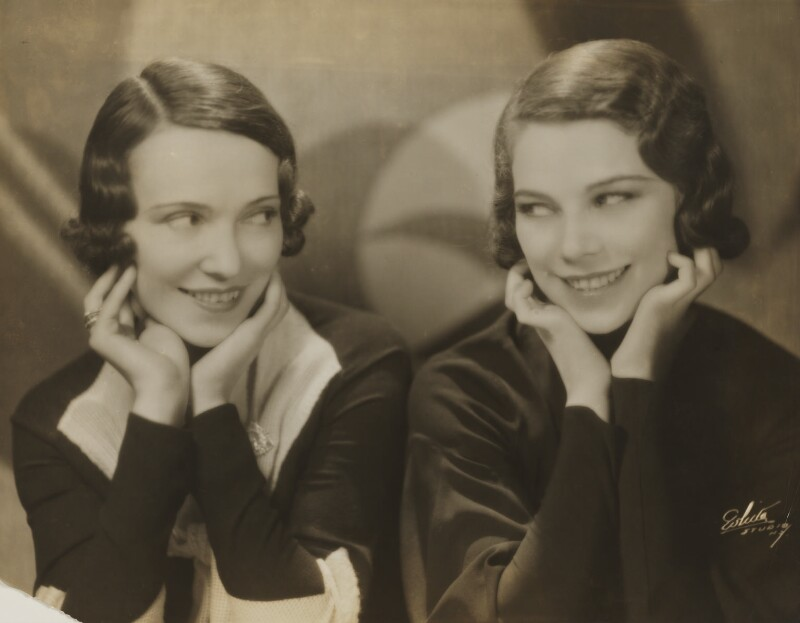
Adele Astaire e Tilly Losch in The Band Wagon (teatrale, 1931)
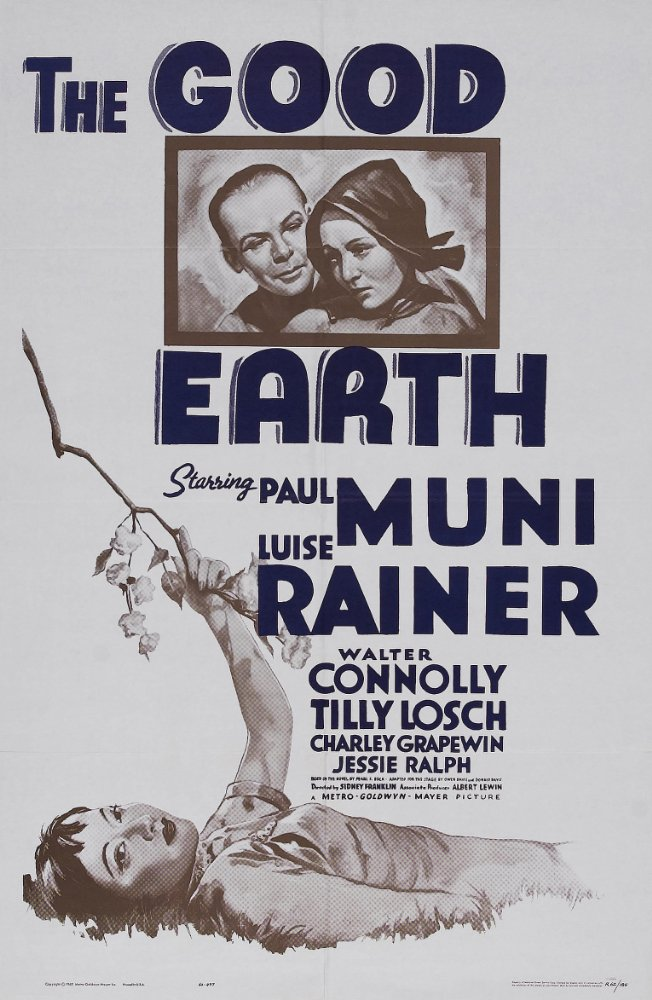
Poster de La buona terra (1937)
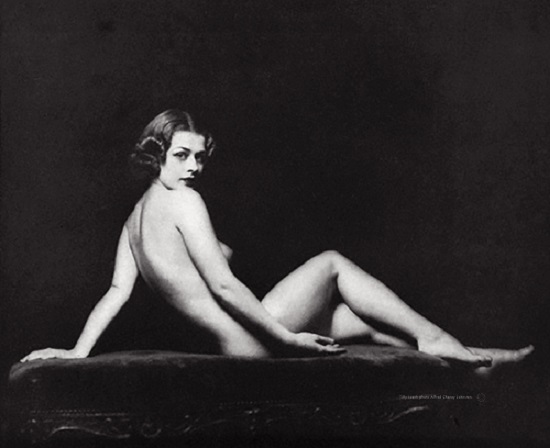
Foto di Alfred Cheney Johnston (anni venti)
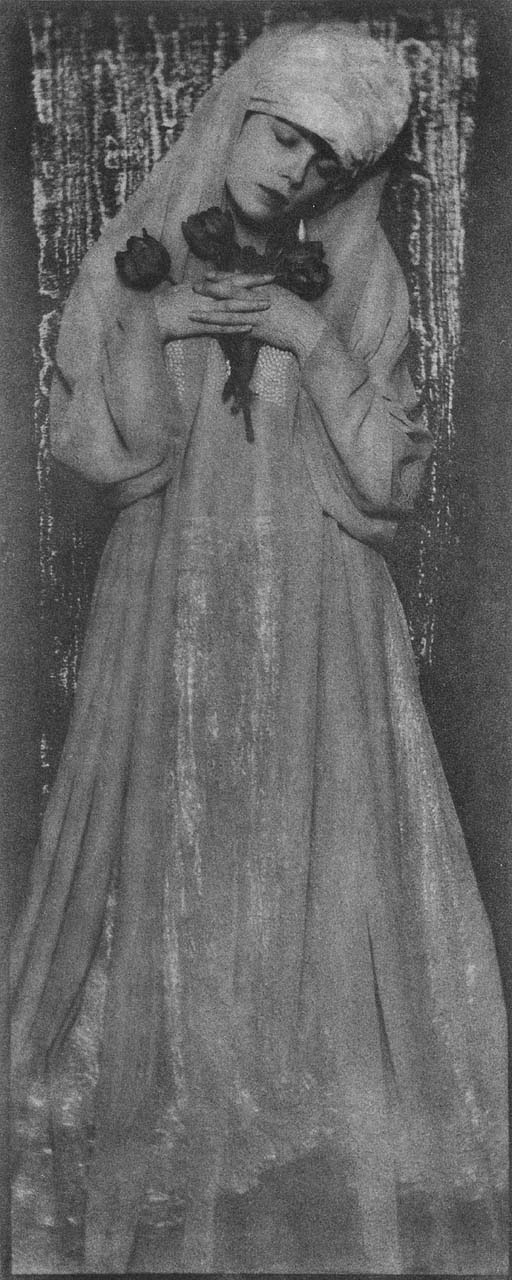
Foto di Rudolf Koppitz (1928)